# Battaglia di Barfleur-La Hogue
La battaglia di Barfleur-La Hogue fu uno scontro bellico avvenuto nel 1692, nell'ambito della guerra della Grande Alleanza.
La prima parte della battaglia fu combattuta nei pressi di Barfleur il 19 maggio, con azioni successive che si verificarono tra il 20 maggio e il 4 giugno a Cherbourg e Saint-Vaast-la-Hougue in Normandia, Francia.
Il tentativo francese di restaurare Giacomo II sul trono inglese, la guerra guglielmita in Irlanda, si concluse con una sconfitta nell'ottobre del 1691. Invece, una flotta di 44 navi di linea sotto l'ammiraglio Anne Hilarion de Costentin de Tourville doveva trasportare una forza d'invasione comandata da Bernardin Gigault de Bellefonds. Le navi anglo-olandesi svernarono in porti separati e a Tourville fu ordinato di prendere il mare il prima possibile, sperando di intercettarle prima che potessero combinarsi. Tuttavia, quando finalmente le raggiunse a fine di maggio, le due flotte al comando dell'ammiraglio Edward Russell si erano già incontrate ed erano forti di 82 vascelli quando incontrarono i francesi al largo di Capo Barfleur.
Seguendo le sue istruzioni, Tourville attaccò e inflisse numerose perdite agli equipaggi anglo-olandesi, ma, dopo uno scontro che lasciò molte navi danneggiate da entrambe le parti, alla fine si disimpegnò. La flotta anglo-olandese inseguì i francesi, in inferiorità numerica, nei porti di Cherbourg e La Hougue, distruggendo un totale di quindici vascelli e ponendo fine alla minaccia per l'Inghilterra.

## Antefatti

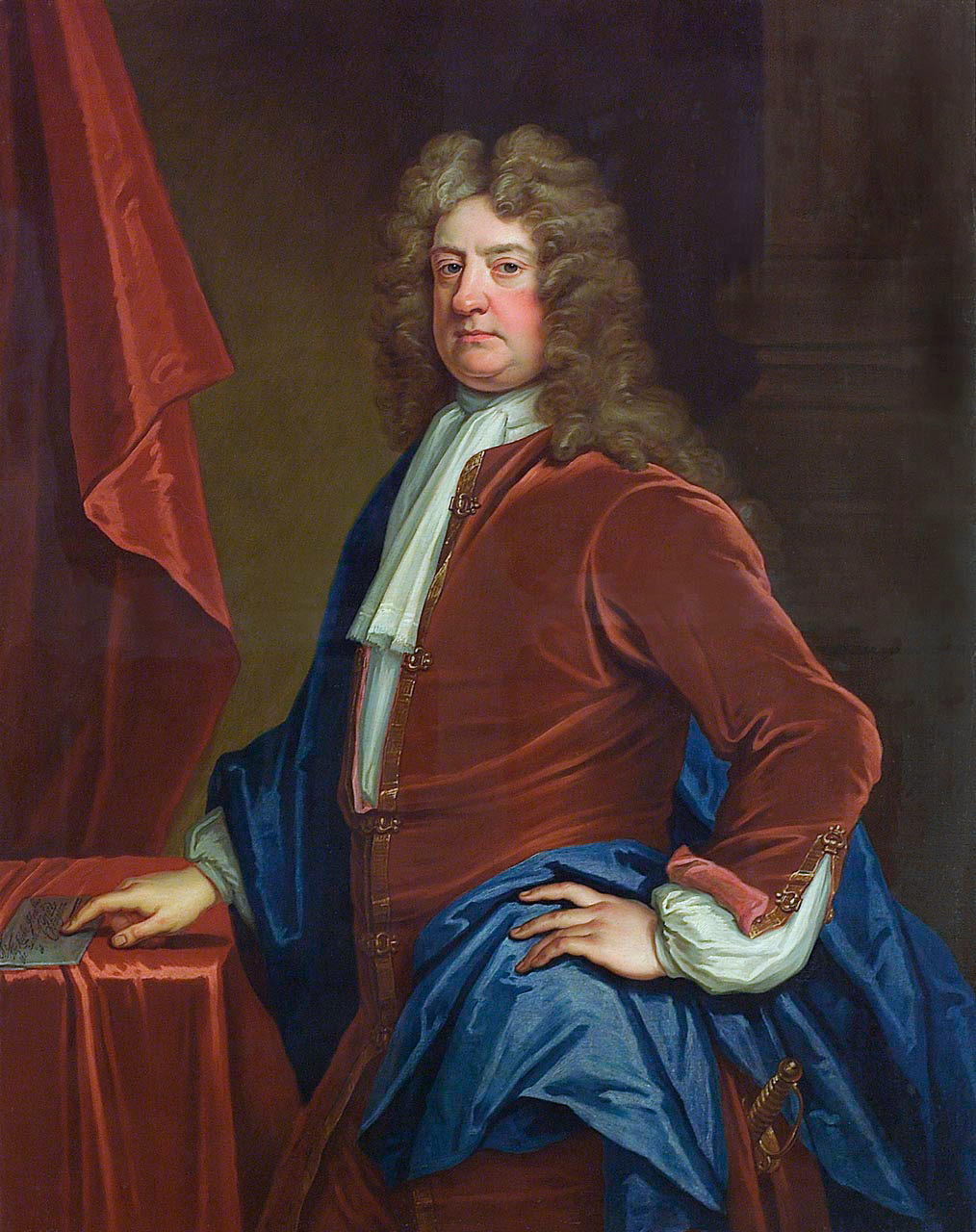
Ritratto di Edward Russell, opera di Thomas Gibson

La vittoria francese nella battaglia di Beachy Head due anni prima, nel giugno 1690, aveva aperto la possibilità di distruggere una parte significativa della flotta anglo-olandese e di sbarcare un esercito invasore. Il re Luigi XIV di Francia e il suo ministro della marina, Louis Phélypeaux, progettarono di sbarcare un esercito in Inghilterra e riportare Giacomo II sul trono. Pianificarono di lanciare l'invasione nell'aprile del 1692, prima che le flotte inglesi e olandesi avessero potuto prendere il mare e unirsi. Gran parte della forza d'invasione doveva essere costituita dall'Irish Army che era andato in esilio nel Volo delle oche selvatiche dopo l'assedio di Limerick nel 1691.
Le truppe furono raccolte a Saint-Vaast-la-Hougue, mentre la cavalleria e i cannoni sarebbero stati caricati sui trasporti a Le Havre. Il comandante francese, l'ammiraglio Anne Hilarion de Tourville, doveva portare la flotta francese da Brest, raccogliere i trasporti e le truppe, quindi combattere la flotta inglese e sbarcare l'esercito in Inghilterra. Nonostante Tourville fosse al comando della flotta, le decisioni strategiche dovevano essere prese da Giacomo II, François d'Usson de Bonrepaus e Bernardin Gigault de Bellefonds.
Tuttavia, la flotta francese non fu in grado di concentrarsi in tempo; l'ammiraglio Victor Marie d'Estréess e la flotta di Tolone furono respinti nello stretto di Gibilterra, perdendo due navi in una tempesta, e Philippe Le Valois, marchese di Villette-Mursay con lo squadrone di Rochefort fu ritardata. La flotta di Brest di Tourville era a corto di uomini, e quando salpò, il 4 maggio, fu costretta a lasciarsi alle spalle 20 navi al comando di Chateau-Renault. La sua flotta fu ulteriormente ritardata dai venti avversi, e non lasciò Berteaume Roads fino al 2 maggio.
Tourville entrò nel Canale della Manica con 37 vascelli, accompagnate da sette navi da fuoco, oltre a fregate, ricognitori e trasporti. A lui si unirono il 15 maggio La Villette e lo squadrone di Rochefort, sette navi di linea e navi di accompagnamento, dando a Tourville una flotta combinata di 44 navi più navi di servizio, 70 o 80 vele in tutto. Nel frattempo, la flotta alleata si stava radunando a St Helens sull'isola di Wight. Il vice ammiraglio della Red Sir Ralph Delaval arrivò l'8 maggio; Il giorno dopo fu raggiunto da Richard Carter, che era stato nel canale occidentale a guardia di un convoglio e a consegnare truppe a Guernsey. Gli olandesi avevano inviato una flotta, al comando di Philips van Almonde, dal Texel in aprile, che si stava dirigendo verso sud. L'ammiraglio della Blue Sir John Ashby salpò dal Nore il 27 aprile.
L'ammiraglio della flotta Edward Russell non poté prendere il mare fino al 29 aprile, ma guadagnò tempo facendo un passaggio rischioso attraverso il Canale dei gabbiani. Incontrò Almonde a Downs e un altro squadrone olandese a Dungeness, arrivando a St Helens nella seconda settimana di maggio. Altri distaccamenti si unirono nei giorni successivi, e il 14 maggio Russell aveva una forza di oltre 80 navi di linea, più navi ausiliarie. Così, entro il 14 maggio, la flotta alleata era completamente assemblata e l'obiettivo strategico francese di agire con una forza concentrata mentre gli alleati erano dispersi era già perso. Tuttavia, Luigi XIV aveva fornito a Tourville l'ordine tassativo di cercare la battaglia, forte o debole (fort ou faible), e questo procedette a fare.

## La battaglia

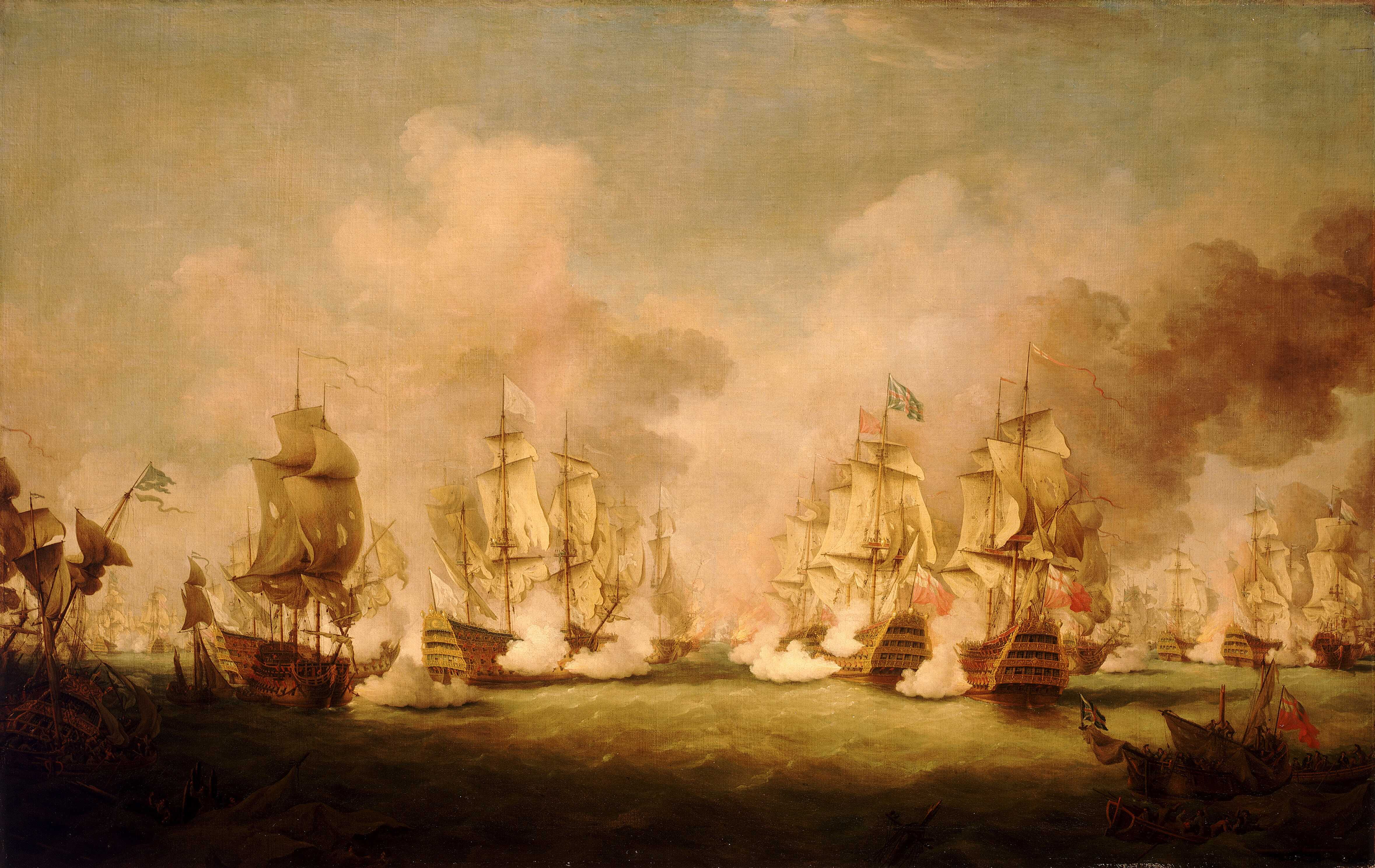
19 maggio 1692, la battaglia di Barfleur

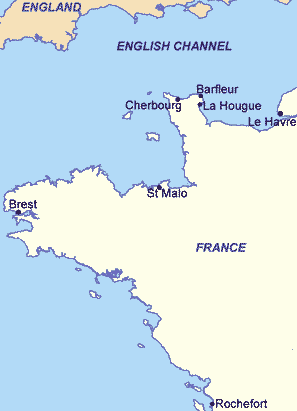
Cartina della Francia settentrionale con indicati i luoghi di battaglia

Le flotte si avvistarono alle prime luci dell'alba del 19 maggio, al largo di Cap Barfleur. Si racconta che Tourville avesse tenuto una conferenza con i suoi ufficiali, il cui consiglio, e la sua stessa opinione, erano contrari all'azione, sembra inaccurata in considerazione dei severi ordini di Tourville da parte del re di impegnarsi. Era stato anche consigliato dagli inviati di Giacomo II di aspettarsi alcune defezioni da parte di capitani inglesi con simpatie giacobite, anche se nessuno in realtà lo fece. Le flotte si avvicinarono lentamente, con Russell da nord-est e Tourville, in posizione vantaggiosa, da sud. Entrambe le flotte erano suddivise in tre squadroni, ciascuna divisa in tre divisioni e comandata da un ufficiale di bandiera.
A causa delle condizioni di calma, solo dopo quattro ore dal primo avvistamento, che le due flotte arrivarono allo scontro. Tourville tenne in mano il misuratore meteorologico, intenzionato ad interrompere lo scontro appena avesse eseguito i suoi ordini di danneggiare il nemico. Aveva rinforzato il suo centro, lo squadrone bianco sotto il suo comando, al fine di ingaggiare lo squadrone rosso di Russell con un numero di navi quasi uguale. Russell contrattaccò dopo aver trattenuto il fuoco il più a lungo possibile, per permettere ai francesi di avvicinarsi; Almonde, in avanscoperta, si allungò per cercare di sovrapporsi alla linea francese, mentre Ashby, più lontano, cercò di avvicinarsi e portare in azione il suo squadrone blu. Dalle 11:00 circa, e per le ore successive, entrambe le flotte si bombardarono a vicenda, causando danni considerevoli.
La battaglia continuò per il resto della giornata e nella notte, e fu piena di incidenti. Alle 13:00, un cambiamento di vento permise al contrammiraglio della Red Sir Cloudesley Shovell di rompere la linea francese e agli olandesi di iniziare ad avvolgere l'avanguardia francese. Alle 16:00 è scesa una calma piatta, lasciando entrambe le flotte nella nebbia. Alle 18:00, Tourville fu in grado di sfruttare la marea per ottenere una tregua, ma Shovell utilizzò la stessa marea alle 20:00 per un attacco di navi incendiarie. Alle 10:00, la battaglia era quasi finita. Sorprendentemente, anche se la maggior parte delle navi di entrambe le parti era danneggiata, alcune delle quali gravemente, nessun vaascello era andato perduto. Al cambio di marea, Tourville ne approfittò di nuovo per tagliare i cavi ed essere trasportato lungo il canale sul riflusso, lontano dalla scena della battaglia. Russell ha anche tagliato quando si è reso conto di quello che era successo, per dare l'inseguimento nella notte. Il 30 maggio, il ritiro francese fu ostacolato dal vento e dalla marea e dal fatto che, a causa di problemi di costi da parte del Ministero della Marina francese, molte delle navi avevano ancore inadeguate a resistere alle forti maree nella regione. Il porto francese più vicino, Cherbourg, non era fortificato.

## L'inseguimento

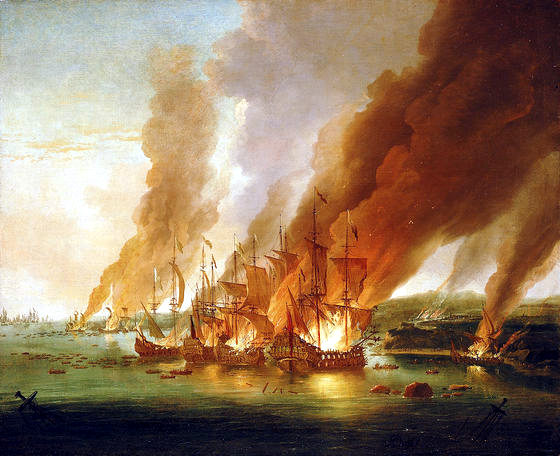
l'incendio della "Soleil royal"

Le prime luci del 20 maggio videro la flotta francese sparpagliata in gruppi in una vasta area. A nord della scena della battaglia, e in direzione nord, c'erano Gabaret e Langeron, con quattro navi in mezzo. Costeggiarono la costa inglese più tardi quel giorno e si diressero verso l'Atlantico; alla fine sarebbero arrivati sani e salvi a Brest. A sud, André de Nesmond si stava dirigendo a sud-est verso la costa della Normandia con sei navi. Due di questi si sarebbero arenati a Saint-Vaast-la-Hougue, mentre altre due avrebbero raggiunto Le Havre; L'Entendu, naufragò all'ingresso del porto. La Nesmond, con le altre due navi, la Monarque e la Aimable, attraversò lo stretto di Dover, si diresse a nord intorno alla Gran Bretagna e infine arrivarono sana e salva a Brest. Dirigendosi verso ovest c'era il corpo principale in tre gruppi: Villette in testa con 15, seguito da d'Amfreville con 12 e Tourville in coda con sette. I francesi riuscirono ad avvicinarsi durante il giorno, ma Tourville fu ostacolato dai suoi sforzi per salvare la sua nave ammiraglia, la Soleil Royal, che era in condizioni pietose. Lo riconobbe più tardi quel giorno e trasferì la sua bandiera a L'Ambiteux.
Il 21 maggio, la flotta francese era ancorata contro la marea al largo di Cap de la Hague. Il contingente di testa, 21 navi, ora al comando di Pannetier, aveva doppiato il capo ed era nella corsa di Alderney, mentre il resto, tredici con Tourville e gli altri ufficiali di bandiera, era a est. Quando il tempo peggiorò, queste navi iniziarono a trascinare le ancore e furono costrette a tagliare e fuggire prima del vento e della marea. Russell inseguì Tourville verso est lungo la costa del Cotentin. Tourville, senza ancore, non poté fare altro che spiaggiare le sue navi. Tre dei più gravemente danneggiati furono costretti a spiaggiarsi a Cherbourg. Il resto, dieci navi, raggiunse St Vaast la Hougue dove anch'esse si arenarono, unendosi alle due divisioni di Nesmond che erano già lì. Anche Russell e le navi che erano con lui, insieme ad alcuni membri dello squadrone blu di Ashby, tagliarono per inseguirlo, mentre Ashby e Almonde continuarono a pedinare il gruppo di Pannetier.
Pannetier, per sfuggire all'inseguimento della flotta alleata, cercò di effettuare il pericoloso passaggio attraverso l'Alderney Race; in questo fu aiutato dal trovare nel suo equipaggio un uomo del posto, Hervé Riel, che fungesse da pilota quando i suoi navigatori esitarono. Almonde e Ashby non cercarono di seguirlo; furono criticati in seguito da Russell per non averlo fatto, anche se l'unico ufficiale di bandiera che conosceva le acque, Carter, era morto per le ferite riportate. Almonde tentò l'inseguimento portando il suo squadrone ad ovest di Alderney, ma il ritardo permise a Pannetier di allontanarsi troppo, e Almonde abbandonò l'inseguimento. Pannetier raggiunse più tardi Saint-Malo e la salvezza, mentre Almonde e Ashby si diressero verso est per ricongiungersi a Russell a La Hougue.
La Soleil Royal, l'Admirable e la Triomphant erano in condizioni così pessime che furono fatte arenare a Cherbourg. Furono distrutti il giorno successivo, il 23 maggio, furono incendiate dal viceammiraglio Ralph Delaval con le navi incendiarie. Nel frattempo, Russell aveva acceso le navi rimaste. Questi avevano cercato rifugio a La Hougue, dove sarebbero stati sotto la protezione delle forze di terra riunite e di una batteria. Il 3 e il 4 giugno, gli olandesi e gli inglesi attaccarono con lunghe imbarcazioni. A questo punto, gli equipaggi francesi erano esausti e scoraggiati. Gli alleati schierarono con successo squadre di terra e navi da fuoco che bruciarono tutte e dodici le navi francesi di linea che vi avevano cercato rifugio. Quest'ultima azione fu celebrata in Inghilterra come la battaglia di La Hougue.

## Conseguenze

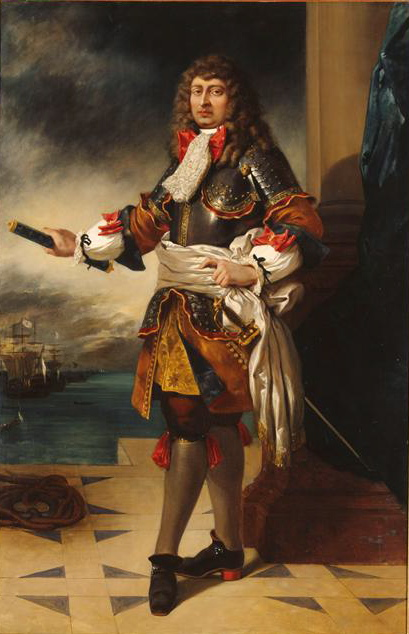
L'ammiraglio Anne Hilarion de Costentin de Tourville pur sconfitto in battaglia troverà la sua rivincita l'anno seguente nella battaglia di Capo San Vincenzo (1693)

La dispersione della flotta francese pose fine ai piani di invasione, e la vittoria alleata fu commemorata in Inghilterra da una Fleet Review. Dopo la battaglia, i francesi abbandonarono l'idea di cercare la superiorità navale fine a se stessa, adottando invece una strategia continentale sulla terraferma e perseguendo una guerra contro il commercio in mare. La battaglia è vista in modo diverso su entrambe le sponde del Canale della Manica. Gli inglesi hanno visto la battaglia come un'unica azione svoltasi nell'arco di sei giorni; ed è stata spesso indicata come la battaglia di La Hougue, o semplicemente Hougue. D'altra parte, i francesi hanno visto le varie azioni come battaglie separate, di Barfleur, Cherbourg e La Hougue. Tuttavia, osservatori più neutrali, come Mahan, hanno anche visto l'azione nel suo insieme, così come Pemsel, dato che le azioni navali per un periodo di giorni non erano insolite per l'epoca.
Ciascuna parte considera il risultato in modo diverso. Gli inglesi rivendicano questa come una vittoria assoluta. I francesi, pur riconoscendo Le Hougue e Cherbourg come sconfitte, preferiscono rivendicare Barfleur come una vittoria. Il punto di vista inglese di questa come una vittoria vera e propria, sebbene plausibile tatticamente, è sbagliato dal punto di vista strategico. In passato era ampiamente celebrato, anche se al tempo di Mahan era visto come meno importante. Il piano di invasione francese fu sventato, ma La Hougue non fu il colpo devastante per la marina francese come si pensava una volta. Le perdite francesi furono rapidamente recuperate, e l'anno seguente Tourville fu in grado di infliggere una sconfitta agli Alleati nella Battaglia di Capo San Vincenzo (1693). Anche se i francesi abbandonarono i loro piani di invasione per il resto del conflitto e passarono a una guerra di rotta, questa fu una questione di politica piuttosto che di necessità.
Tuttavia, la visione francese dell'azione di Barfleur come una vittoria è altrettanto errata. Le azioni di Cherbourg e La Hougue possono essere viste solo come sconfitte, ma la ricostruzione secondo cui l'azione di Barfleur corrispose una vittoria non è credibile. L'obiettivo strategico di concentrare la flotta e prendere il controllo del canale prima che la flotta alleata si fosse riunita, era già fallito il 14 maggio, e la possibilità di invasione era persa anche se la battaglia non aveva mai avuto luogo. Tatticamente Tourville ha fatto del suo meglio in una situazione difficile. Fece un abile uso delle maree, prima per disimpegnare la sua flotta e, in seguito, per fuggire, ma senza navi perse da entrambe le parti e l'azione che terminava con Russell all'inseguimento, può essere vista nel migliore dei casi come inconcludente. Ciononostante, gli storici hanno generalmente riconosciuto l'abilità, l'audacia, il coraggio e la feroce capacità di combattimento dei francesi in questa azione. Barfleur rimane un'azione che viene celebrata in Francia, mentre gli inglesi si lamentarono di una mancanza di spirito tra i loro capitani e due tenenti furono portati davanti alla corte marziale e licenziati dalla marina per essersi ritirati dalla battaglia dopo che i loro capitani erano stati inabili.